# Platyrhynque à face olive
Tolmomyias viridiceps
Espèce
Statut de conservation UICN

 LC  : Préoccupation mineure
Le Platyrhynque à face olive (Tolmomyias viridiceps), aussi appelé Tyranneau à face olive, est une espèce de passereaux de la famille des Tyrannidae,,. Auparavant classé comme une sous-espèce du Platyrhynque à poitrine jaune (Tolmomyias flaviventris), il est considéré comme une espèce à part entière par le Congrès ornithologique international depuis les travaux de Ridgely & Greenfield (2001) et de Hilty (2003).

## Systématique et distribution
Cet oiseau est représenté par trois sous-espèces selon la classification de référence du Congrès ornithologique international (version 9.1, 2019) :
- Tolmomyias viridiceps viridiceps (Sclater, PL & Salvin, 1873) : du sud-est de la Colombie à l'est de l'Équateur, à l'est du Pérou et au nord de l'Amazonie brésilienne ;
- Tolmomyias viridiceps zimmeri Bond, 1947 : centre-nord du Pérou (du département de San Martín à celui de Junín) ;
- Tolmomyias viridiceps subsimilis Carriker, 1935 : du sud-est du Pérou (nord du département de Puno) au nord-ouest de la Bolivie et au sud-ouest du Brésil[1],[5].